# María Carolina Ameliach
María Carolina Ameliach es una abogada y jueza venezolana. Actualmente se desempeña como presidente de la Sala Político-Administrativa del Tribunal Supremo de Justicia de Venezuela.

## Carrera
Ameliach se graduó como abogada en la Universidad Católica Andrés Bello. También tiene estudios de derecho internacional humanitario, gerencia pública y formación superior en tanto la Universidad Nacional Experimental de las Fuerzas Armadas (UNEFA) y la Universidad Santa María.
Trabajó como consultora jurídica del Instituto Nacional de Transporte Terrestre, jefa de división de afiliaciones del Instituto Venezolano de los Seguros Sociales (IVSS) y coordinadora jefe de la gobernación del Distrito Capital, entre otros cargos.
Actualmente se desempeña como presidente de la Sala Político-Administrativa del Tribunal Supremo de Justicia de Venezuela, cargo en el que ha sido ratificada en diciembre de 2014 y posteriormente en febrero de 2017.

## Sanciones
El 12 de abril de 2019 Ameliach fue sancionada por Canadá, señalada junto con otros funcionarios de estar “directamente implicados en actividades que socavan las instituciones democráticas” en Venezuela y por la “persecución contra los miembros del gobierno interino” de Juan Guaidó. Los individuos sancionados no podrán negociar propiedades en Canadá o con canadienses, realizar transacciones de ningún tipo en ese territorio, recibir servicios financieros ni disponer de bienes a su nombre o de terceros en el país.

## Vida personal
María Carolina es prima de Francisco Ameliach, gobernador del estado Carabobo y dirigente nacional del Partido Socialista Unido de Venezuela (PSUV).